# Clelea sachalinensis
Clelea sachalinensis es una especie de polilla de la familia Zygaenidae.
Fue descrita científicamente por Matsumura en 1925.